# Pierre-Jacques Bonhomme de Comeyras
Pierre-Jacques Bonhomme de Comeyras (o Comeiras), nato circa nel 1750 e morto nell’ottobre del 1798 ad Ancona, è stato un avvocato, consulente legale ed amministratore francese.
Il luogo di nascita resta sconosciuto; si ritiene tuttavia che appartenesse a una famiglia di mercanti protestanti di Millau.

## Biografia
Fu ricevuto come avvocato al Parlamento di Parigi nel 1775. Redasse diversi memoriali giudiziari (vedi sotto), che lo coinvolsero in cause celebri. Fu tra gli artefici, insieme a Françoise Legros, della liberazione di Latude nel 1784. Nel 1785 venne definito “avvocato intrepido” dai Mémoires secrets in occasione dell’affare del principe di Salm-Kyrburg.
Fu sostenitore della riforma della giustizia: nel 1787-1788, fu uno dei sei avvocati del Comitato legislativo incaricato da Luigi XVI e dal guardasigilli Lamoignon di preparare la riforma dell'ordinanza penale del 1670; tuttavia questo progetto non avrà alcun seguito.
È un massone, membro della Loggia delle Nove Sorelle creata nel 1776  .
Tra il giugno e il luglio del 1789 fu uno degli elettori del distretto di Saint-Magloire che partecipò all’assemblea generale della città di Parigi.  .
Fu vicino al duca d’Orléans e ai suoi sostenitori: tentò di giustificare la sua condotta all’indomani dei moti dell’ottobre 1789 e venne accusato di essere un “amico imperturbabile di Laclos”.
Fu uno dei quattro arbitri accusati, a seguito della decisione del Consiglio del 13 giugno 1790, di esprimere il loro parere sulle somme ricevute da Haller e Le Couteux dal tesoro, per procedere alla liquidazione della società di d’Espagnac. .
Dal 1793 al 1798 il “cittadino Comeyras” fu inviato in missione in diversi territori. Il 15 febbraio 1793 fu mandato in missione nei dipartimenti meridionali dal Consiglio esecutivo provvisorio. In seguito fu residente della Repubblica francese presso quella dei Grigioni da giugno 1796 a gennaio 1798. Da maggio a settembre 1798 fu commissario del Direttorio per i tre dipartimenti francesi di Grecia creati dopo l’annessione delle Isole Ionie nel 1797 (Corfù, Itaca e Mar Egeo)
Morì di malaria ad Ancona nell’ottobre 1798, insieme a Jean-Guillaume Bruguière.